# IPhone 4s
De iPhone 4S, later iPhone 4s genoemd, is een smartphone ontworpen en op de markt gebracht door Apple Inc.
Op 4 oktober 2011 werd de iPhone 4S door Apple geïntroduceerd. Hij werd vanaf 14 oktober verkocht in de Verenigde Staten, het Verenigd Koninkrijk, Frankrijk, Duitsland, Japan, Canada en Australië. Vanaf 28 oktober werd de iPhone 4S ook verkocht in verschillende andere landen, waaronder Nederland en België. De iPhone 4S kreeg onder andere een Apple A5-chip, die ook in de iPad 2 zit en een 8 megapixelcamera. Hij is evenals de iPhone 4 in een zwarte en witte uitvoering verkrijgbaar en kreeg naast een 16GB- en 32GB-versie ook een versie met 64 GB opslag. De iPhone 4S is de eerste iPhone die zowel het GSM- als het CDMA-netwerk ondersteunt. Sinds september 2013 is het toestel enkel beschikbaar met 8 GB opslag.

## Nieuwe functies
Deze uitvoering van de iPhone, die op 4 oktober 2011 tijdens een speciale persconferentie werd aangekondigd, bevat betere hardware en een nieuwe spraakbesturing genaamd Siri.
Het ontwerp van de iPhone 4S is nauwelijks veranderd ten opzichte van de iPhone 4. Er is enkel een kleine verandering in de antenneband om de problemen waarmee iPhone 4-gebruikers kampten op te lossen. De iPhone 4S heeft twee antennes voor verbeterde ontvangst en verbeterde gesprekskwaliteit.
De iPhone 4S heeft dezelfde Apple A5-chip als te vinden in de iPad 2. De A5-chip is een dual-coreprocessor, in tegenstelling tot de A4-chip die een single-coreprocessor is, met een kloksnelheid van 1 GHz voor elke kern, echter is deze ondergeklokt op 800 MHz om batterij te besparen. Daarnaast is de A5-chip grafisch gezien ongeveer zeven keer zo krachtig als zijn voorganger. De iPhone 4S heeft een 8 megapixelcamera die in staat is om in 1080p-HD-kwaliteit (30 fps) te filmen met videostabilisatie. Daarnaast kan de camera tot tien gezichten tegelijkertijd herkennen en zich daarop focussen. Apple claimt daarnaast dat de camera van de iPhone 4S bij de introductie de snelste smartphonecamera op de markt was. Het duurt 1,1 seconde om de camera-applicatie te openen en een foto te nemen, en vervolgens 0,5 seconden om nog een foto te nemen.
De grootste vernieuwing was het nieuwe spraakbesturingssysteem, genaamd Siri. Siri probeert context uit een zin te halen in plaats van naar bepaalde woorden te zoeken, zoals het geval is bij voorganger Stembediening. Siri maakt het mogelijk om met je stem een telefoongesprek te starten, een notitie aan te maken, je agenda bij te werken, sms-berichten te sturen, maar je kan er ook gewoon mee kletsen. Siri kan ook gesproken tekst omzetten in woorden (dicteren) en is beschikbaar in elke applicatie waarbij je normaal gesproken zou moeten typen. Siri is momenteel beschikbaar in het Engels, Duits, Frans, Japans, Mandarijn, Kantonees, Koreaans, Italiaans, Spaans, Zweeds, Deens, Russisch, Turks, Thais, Portugees en zelfs in het Nederlands. Voor de laatstgenoemde talen is echter iOS 8.3 vereist. Tevens zijn er ook verschillende versies van het Mandarijn, Frans, Duits, Italiaans, Spaans en het Engels. Die verschillende versies zijn gebaseerd op verschillende landen. Zo is er Australisch-Engels beschikbaar terwijl het ook mogelijk is Amerikaans-Engels in te stellen.
De iPhone 4S ondersteunt ook de CDMA-technologie. Dit is een tegenhanger van de GSM-technologie die onder andere gebruikt wordt in de Verenigde Staten en Azië. Daardoor is het mogelijk om de iPhone 4S op vrijwel elk mobiel netwerk in de wereld te gebruiken.
Apple heeft daarnaast nog kleinere hardwarevernieuwingen doorgevoerd in de iPhone 4S. De iPhone 4S ondersteunt Bluetooth 4.0, het Russische alternatief op het Amerikaanse gps-systeem GLONASS, heeft een helderder scherm, een luidere speaker en een iets sterkere batterij. Met de iPhone 4S was de iPhone voor het eerst ook in een 64GB-variant beschikbaar.

## Specificaties
| Scherm                | Beelddiagonaal van 3,5" (8,9 cm), resolutie van 960 bij 640 pixels. Het scherm gebruikt een multitouch-touchscreentechnologie, heeft een resolutiedichtheid van 330 ppi en gebruikt de "Retina"-technologie van Apple. |
| Grootte               | 115,2 × 58,6 × 9,3 mm |
| Gewicht               | 140 gram |
| Besturingssysteem     | iOS 5 (voorgeïnstalleerd) t/m iOS 9 (9.3.6) |
| Verbindingen          | Met de computer via een 30 pins-iPod-dockconnector, wifi, Bluetooth |
| Netwerken             | GSM/GPRS/EDGE (850, 900, 1800, 1900 MHz), UMTS/HSDPA/HSUPA (850, 900, 1900, 2100 MHz) |
| Capaciteit            | 8, 16, 32 of 64 GB interne, niet uitbreidbare opslag. |
| Batterij              | Ingebouwd herlaadbare lithium-ionbatterij. Beltijd: 14 uur op 2G, 8 uur op 3G. Internet: 6 uur op 3G, 9 uur op wifi. Audio: 40 uur, video: 10 uur. In stand-by: 200 uur.                                               |
| Camera                | Achterkant: 8,0 megapixel, foto en film (1080p) (30 fps), gezichtsherkenning, videostabilisatie, en led-flash. Voorkant: VGA, foto en film.                                                                            |
| Kleur                 | Zwart of wit |
| Levering              | Benelux: 28 oktober 2011 - VS: 14 oktober 2011 |
| Huidige ondersteuning | iOS 9.3.6 (per 22 juli 2019 en tevens de laatste ondersteunende update voor de iPhone 4S) |